# 주세르비아 대한민국 대사관
주세르비아 대한민국 대사관(세르비아어: Амбасада Републике Кореје у Републици Србији / Ambasada Republike Koreje u Republici Srbiji)은 세르비아 베오그라드에 위치하고 있는 대한민국 대사관이다. 이 공관은 몬테네그로 주재 대한민국 대사관을 겸임한다.

## 역사
대한민국은 1989년 12월 27일에 유고슬라비아 사회주의 연방공화국과의 외교 관계를 수립했다. 1990년 2월에는 대한민국 정부가 유고슬라비아 베오그라드에 주유고슬라비아 대한민국 대사관을 설립했고 1990년 3월에는 유고슬라비아 정부가 대한민국 서울에 주한 유고슬라비아 대사관(현재의 주한 세르비아 대사관)을 설립했다. 하지만 1992년에 세르비아와 몬테네그로로 구성된 유고슬라비아 연방공화국이 유고슬라비아 전쟁과 관련된 국제 사회의 제재를 받게 되면서 대한민국과 유고슬라비아 정부 모두 상대방 국가에 주재하던 대사를 본국으로 소환했고 1993년 1월부터 1998년 6월까지 임시대리대사급으로 격하된 상태에서 외교 관계를 유지했다.
1998년 6월 5일에는 대한민국 정부가 IMF 구제금융 체제의 여파로 인하여 주유고슬라비아 대한민국 대사관을 폐쇄했고 주루마니아 대한민국 대사관에서 유고슬라비아 관련 업무를 겸임했다. 1999년 3월에는 유고슬라비아 정부가 코소보 전쟁의 여파에 따른 외교 관계 악화로 인하여 주한 유고슬라비아 대사관을 폐쇄했고 주일본 유고슬라비아 대사관에서 대한민국 관련 업무를 겸임했다. 그러다가 2002년 3월에 대한민국 정부가 주유고슬라비아 대한민국 대사관을 재설립했다.
2003년 2월에 유고슬라비아 연방공화국이 세르비아 몬테네그로로 이름을 바꾸면서 대사관 명칭도 주세르비아 몬테네그로 대한민국 대사관으로 이름을 바꿨다. 2004년 11월에는 세르비아 몬테네그로 정부가 대한민국 서울에 주한 세르비아 몬테네그로 대사관을 재설립했다. 2006년 6월 6일을 기해 세르비아 몬테네그로가 해체됨에 따라 2007년 2월에 주세르비아 대한민국 대사관으로 이름을 바꿨다.

## 역대 대사
- 제1대: 신두병	(1990년 2월 ~ 1992년 12월)
- 제2대: 이수혁 (2002년 3월 ~ 2003년 4월)
- 제3대: 김수동 (2003년 6월 ~ 2005년 8월)
- 제4대: 김영희 (2005년 8월 ~ 2008년 9월)
- 제5대: 김종해 (2008년 9월 ~ 2011년 8월)
- 제6대: 김광근 (2011년 9월 ~ 2014년 10월)
- 제7대: 이도훈 (2014년 10월 ~ 2016년 9월)
- 제8대: 유대종 (2016년 11월 ~ 2018년 8월)
- 제9대: 최형찬 (2018년 11월 ~ 2021년 11월)
- 제10대: 이재웅 (2021년 12월 ~ 2025년 1월)
- 제11대: 김형태 (2025년 2월 ~ )

## 같이 보기
- 대한민국-세르비아 관계
- 주한 세르비아 대사관
- 대한민국의 재외공관 목록
- 세르비아 주재 외국공관 목록